# Juilley
Juilley é uma comuna francesa na região administrativa da Normandia, no departamento Mancha. Estende-se por uma área de 11,33 km². Em 2010 a comuna tinha 666 habitantes (densidade: 58,8 hab./km²).